# Pargny-sur-Saulx

Pargny-sur-Saulx este o comună în departamentul Marne, Franța. În 2009 avea o populație de 1,966 de locuitori.